# Ocean Eyes (chanson)
Singles de Billie Eilish
Six Feet Under
(2016) Bellyache
(2017)
Clip vidéo
[vidéo] « Ocean Eyes », sur YouTube
Ocean Eyes (stylisée en minuscules : « ocean eyes ») est une chanson de l'auteure-compositrice-interprète américaine Billie Eilish.
Le frère de Billie, Finneas O'Connell, l'a originellement écrite pour son propre groupe,.
Initialement publiée par Billie Eilish (alors qu'elle n'a pas encore 14 ans) sur SoundCloud le 18 novembre 2015, la chanson devient virale. En conséquence la jeune chanteuse est signée par Interscope Records.
Le 18 novembre 2016, la chanson est sortie en single chez Darkroom / Interscope. Elle a aussi été incluse dans le premier EP de Billie Eilish, Don't Smile at Me, paru le 11 août 2017.
Aux États-Unis, la chanson a débuté à la 97e place du Billboard Hot 100 pour la semaine du 1er décembre 2018, atteignant la 96e place la semaine suivante.

## Histoire
Le frère et la sœur travaillent ensemble dans la petite chambre de Finneas qui fait office de studio d'enregistrement, Billie assise, jambes croisées sur le lit, Finneas à l'ordinateur. Ils établissent le tempo et l'arrangement musical (Finneas se souvient qu'ils étaient d'accord sur tout à propos de cette chanson, ce qui n'a pas toujours été le cas) et, une fois l'enregistrement fini, le réécoutent et se rendent compte qu'ils ont créé une œuvre dont ils peuvent être fiers.
D'une durée de trois minutes trente, Ocean Eyes est une ballade onirique qui s'appuie sur un rythme électronique et un accompagnement minimaliste de douces percussions. Les paroles évoquent un amour intense et utilisent les métaphores de la ville en feu ou de la cécité pour transmettre des émotions allant du calme plat à l'agitation la plus totale. Sa voix semble déjà plus mûre que dans ses titres précédents, et l'influence de Lana Del Rey, d'Aurora ou encore Låpsley est manifeste. Son timbre de soprano et son phrasé intense émerveillent. L'effet est amplifié par la démultiplication de sa voix, qui donne à la chanson une force déchirante, triste et envoûtante.
Après l'apparition de remixes réalisés par Blackbear et Caution Clay ; un producteur, un nouveau remixe se démarque : il s'agit d'une œuvre signée Arron Davey, connu sous le pseudonyme Astronomyy. Son remix sort fin 2015 et surprend jusqu'à Billie Eilish. Après avoir entendu la chanson pendant une soirée, il envoie un message à la jeune fille sur instagram pour lui demander ses paroles. Elle accepte, et il passe les six heures suivantes à travailler sur son remix avant de le publier sur la plateforme SoundCloud. Dans sa version, il augmente les percussions obsédantes et les notes aiguës d'Eilish, et ajoute un climat subaquatique qui amplifie l'atmosphère déjà glaçante du titre. Pour beaucoup, il s'agit de la meilleure variante de la chanson, et le fait qu'elle ai été réalisée par un artiste dont les titres ont des millions de lectures permet d'offrir une nouvelle visibilité à Ocean Eyes.
Le morceau est ensuite une nouvelle fois remixer par Goldhouse, DJ et producteur qui a fait parler de lui grâce à ses remixes de Lady Gaga et Sam Smith. Sa version donne une tout autre ambiance au titre d'Eilish, grâce à l'ajout d'une instrumentation tirant le morceau vers la tropical house (très à la mode début 2016). Le titre passe désormais en boite de nuit, et Billie adore cette version : « Ce remix DÉCHIRE » affiche-t-elle sur Facebook.

## Composition
La chanson est écrite par le frère de Billie Eilish, Finneas O'Connell, et produite par ce dernier.

## Clip vidéo
Le clip vidéo, réalisé par Megan Thompson, a été diffusée sur YouTube le 24 mars 2016. Le clip parvient à égaler la chanson en intensité grâce à la capacité extraordinaire de Billie Eilish à créer de l'émoi à partir de rien mais aussi à crever l'écran par sa simple présence, à faire passer une émotion puissante par ses yeux et par les gestes lents de ses mains. Elle porte un simple haut noir, et ses cheveux longs, blonds aux racines foncées ont l'air mouillé. Ses yeux sont soulignés de noir et de mascara brun. Billie Eilish déclare : « on a tourné ça le lendemain de mon anniversaire. Je venais d'avoir quatorze ans. Ils m'ont maquillée alors que je ne voulais pas et ils ont fait des trucs bizarres à mes cheveux. »

## Critiques
Selon Adrian Besley, lorsque la chanteuse interprète cette musique, l'osmose est parfaite. La jeune fille lui donne une profondeur émotionnelle inédite.  

## Liste des pistes
| 1. | Ocean Eyes | 3:20 |

| 1. | Ocean Eyes (Astronomyy Remix)    | 4:56 |
| 2. | Ocean Eyes (Blackbear Remix)     | 3:15 |
| 3. | Ocean Eyes (GOLDHOUSE Remix)     | 3:33 |
| 4. | Ocean Eyes (Cautious Clay Remix) | 3:11 |

## Classements
| Classement (2018-20)                   | Meilleure position |
| -------------------------------------- | ------------------ |
| Belgique (Flandre Ultratop 50 Singles) | Tip                |
| Canada (Hot 100)                       | 68                 |
| Écosse (OCC)                           | 69                 |
| États-Unis (Hot 100)                   | 84                 |
| Grèce (IFPI)                           | 55                 |
| Irlande (IRMA)                         | 50                 |
| Lettonie (LAIPA)                       | 84                 |
| Lituanie (Agata)                       | 84                 |
| Nouvelle-Zélande (RMNZ)                | 38                 |
| Portugal (AFP)                         | 92                 |
| Royaume-Uni (UK Singles Chart)         | 72                 |
| Slovaquie (IFPI Singles Digitál)       | 71                 |
| Suède (Sverigetopplistan)              | 88                 |
| Tchéquie (IFPI Singles Digitál)        | 62                 |

## Certifications
| Région | Certification | Ventes/Streams |
| --- | ------------- | -------------- |
| Australie (ARIA) | 2 × Platine   | 70 000^        |
| Canada (Music Canada) | 3 × Platine   | 10 000^        |
| Nouvelle-Zélande (RMNZ) | Platine       | 15 000*        |
| Royaume-Uni (BPI) | Or            | 0‡             |
| États-Unis (RIAA) | Platine       | 1 000 000^     |
| *Ventes selon la certification ^Mise en rayon selon la certification xNon précisé par la certification ‡ventes/streaming selon la certification |               |                |